# Нивки (Чечерский район)
Нивки (бел. Ніўкі) — деревня в Чечерском районе Гомельской области Белоруссии. Входит в состав Ленинского сельсовета.

## География

### Расположение
В 9 км на юго-запад от Чечерска, 30 км от железнодорожной станции Буда-Кошелёвская (на линии Гомель — Жлобин), 65 км от Гомеля.

### Гидрография
На юге мелиоративный канал, соединённый с рекой Сож.

## Транспортная сеть
Рядом автодорога Чечерск — Буда-Кошелёво. Планировка состоит из короткой широтной улицы, застроенной двусторонне, деревянными усадьбами.

## История
Согласно письменным источникам известна с XIX века как селение в Чечерской волости Рогачёвского уезда Могилёвской губернии. В 1868 году сельцо. В 1909 году фольварк, 244 десятины земли.
В 1926 году почтовый пункт, в Новомалыничском сельсовете Чечерского района Гомельского округа. В 1931 году жители вступили в колхоз, работала кузница. С 1939 года до 16 июля 1954 года в Новомалыничском сельсовете Чечерского района Гомельского округа, с 20 февраля 1938 года Гомельской области. 9 жителей погибли на фронтах Великой Отечественной войны. Согласно переписи 1959 года в составе колхоза имени В. И. Ленина (центр — посёлок Вознесенский). Располагались начальная школа, фельдшерско-акушерский пункт, отделение связи.

## Население
- 1868 год — 1 двор, 7 жителей.
- 1926 год — 6 дворов, 28 жителей.
- 1959 год — 130 жителей (согласно переписи).
- 2004 год — 22 хозяйства, 32 жителя.